# Cranbourne South
Cranbourne South är en del av en befolkad plats i Australien. Den ligger i kommunen Casey och delstaten Victoria, omkring 43 kilometer sydost om delstatshuvudstaden Melbourne. Antalet invånare är 1 684.
Runt Cranbourne South är det tätbefolkat, med 411 invånare per kvadratkilometer.. Närmaste större samhälle är Berwick, omkring 15 kilometer nordost om Cranbourne South. 
Trakten runt Cranbourne South består till största delen av jordbruksmark. Genomsnittlig årsnederbörd är 1 251 millimeter. Den regnigaste månaden är maj, med i genomsnitt 154 mm nederbörd, och den torraste är januari, med 51 mm nederbörd.